# Locomotiva FS 750
Le locomotive a vapore del gruppo 750 erano locomotive con tender a 4 assi motori accoppiati e carrello anteriore che le Ferrovie dello Stato acquisirono nel 1905 in seguito al riscatto della Rete Mediterranea, ove erano immatricolate come RM 4501–4530. Un ulteriore lotto di 10 unità venne acquisito sotto l'esercizio di Stato nel 1906 e immatricolato come 7531–7540.

## Storia
La locomotiva è uno degli ultimi importanti progetti dell'Ufficio d'Arte di Torino della Mediterranea. Venne sviluppato alla fine del XIX secolo allo scopo di porre rimedio alla carenza di trazione che ormai affliggeva le linee dei Giovi in seguito all'aumento del traffico e della composizione dei treni. Le macchine in esercizio, infatti, appartenenti al gruppo RM 4201–4500 erano piuttosto lente, soprattutto sulle rampe, ma anche nel resto del percorso dato che non superavano i 45 km/h. Lo studio del progetto prese le mosse da quello della già esistente locomotiva per viaggiatori serie 3101–3200, di rodiggio 2-3-0, il cui meccanismo motore ben si adattava allo scopo. La nuova macchina avrebbe dovuto essere in grado di trainare treni merci di 500 tonnellate sulla ferrovia succursale dei Giovi mantenendo una velocità non inferiore a 20 km/h sulla lunga salita del 16 per mille tra Sampierdarena e Ronco Scrivia, proseguendo poi a velocità fino a 60 km/h.
Era chiara la necessità di una macchina a 4 assi accoppiati e con ruote di diametro non troppo piccolo; serviva inoltre una caldaia in grado di fornire una buona quantità di vapore e un carrello a due assi anteriore, per mantenere il peso assiale entro i limiti e allo stesso tempo avere una buona inscrizione nelle curve alle massime velocità. Allo scopo di diminuire la quantità di scorie prodotte dall'elevata quantità di carbone caricata nelle lunghe tratte in salità, che rendevano necessarie soste intermedie per la pulizia del forno, si scelse di dotare la macchina di un forno poco profondo ma con una elevata larghezza della griglia. La larghezza elevata, ben 2,044 m, rese necessaria la costruzione di un doppio boccaporto per il carico uniforme di carbone, che tuttavia, proprio in conseguenza della larghezza, poteva essere caricato in uno strato più basso con un consumo più ottimale e minor produzione di scoria. La superficie di griglia della macchina, di 4,8 m² fu la più grande mai prodotta per una locomotiva italiana.
La consegna delle locomotive avvenne intorno al 1902; la società Mediterranea ne aveva ordinate 20 unità all'Ansaldo di Sampierdarena e 10 unità alla Breda di Milano.
Le prove della locomotiva superarono ogni aspettativa in quanto il traino in salita delle 500 t previste si svolse alla velocità più alta di 29 km/h. L'unica carenza riscontrata fu l'insufficienza vaporiera della caldaia; in ragione di ciò la seconda serie, ordinata alle OM, Officine Meccaniche di Milano e consegnata nel 1906 alle Ferrovie dello Stato ebbe una caldaia più lunga per aumentarne la superficie tubiera totale, di riscaldamento indiretto. Ciò portò anche ad un aumento della potenza al cerchione che passò da 900 a 1000 CV. La locomotiva fu quindi la macchina più potente costruita durante l'esercizio privato delle grandi reti.
Già negli anni dieci (del XX secolo) le FS iniziarono la trasformazione delle macchine a scopo di unificazione e di miglioramento delle prestazioni mediante la sostituzione della caldaia delle ex-RM 450 adottando quella unificata di ricambio delle locomotive 470 e 680, cosa che comportò un cambiamento di aspetto e un aumento di ulteriori 50 CV della potenza delle locomotive. Il cambio della caldaia con le varie modifiche diede luogo alla 3ª serie che ebbe una tavola aggiuntiva nell'album ufficiale delle locomotive FS edito nel 1915; al 31 dicembre di tale anno erano già state trasformate 13 unità.

## Caratteristiche
Le locomotive del gruppo RM 450/FS 750 erano macchine a vapore saturo e a doppia espansione a 2 cilindri esterni. Il rodiggio era 2-4-0, a 4 assi di medio diametro (1.400 mm a ruote nuove) accoppiati con carrello anteriore a 2 assi. La locomotiva, per garantire una buona inscrivibilità in curva, aveva un passo rigido piuttosto limitato di 3.040 mm; l'asse posteriore accoppiato poteva traslare trasversalmente di 40 mm mentre il carrello anteriore, girevole sul proprio perno, era anche in grado di traslare trasversalmente di 80 mm.
Le macchine della prima serie ebbero una caldaia lunga 8.406 mm, in grado di contenere un volume d'acqua di 5 m³ e di 2,8 m³ di vapore con una pressione di taratura di 12 bar e una produzione oraria di vapore asciutto di 9.300 kg. I tubi bollitori contenuti erano 271 del diametro di 50/45 mm con una lunghezza tra le piastre, anteriore e posteriore, di 3.900 mm. Ciò dava luogo ad una superficie di riscaldamento per contatto con i fumi caldi di 149,44 m ² che sommata a quella del forno al di sopra della graticola assommava a 163,14 m² totali. La particolarità della macchina risiedeva nell'ampia superficie della griglia (graticola) di ben 4,8 m ² con una lunghezza di 2,864 mm, quindi non eccessiva, ma larga ben 2,044 mm quindi con una buona capacità di circolazione dell'aria che agevolando la buona combustione del carbone produceva un minore carico di scorie. Uno dei problemi che abbassavano la velocità commerciale dei treni sulle linee acclivi era infatti quello dovuto alla necessità della pulizia delle griglie con soste frequenti e a volte prolungate.
La locomotiva era in grado di sviluppare 900 CV di potenza a 45 km/h e uno sforzo di trazione all'avviamento di 7.900 kg, continuo (a 45 km/h) di 5.400 kg e massimo di 11.000 kg.
Il motore era a due cilindri esterni di cui uno ad alta pressione del diametro di 540 mm ed uno a bassa pressione del diametro di 800 mm con una corsa degli stantuffi di 680 mm. I distributori erano differenti: a stantuffo per l'A.P. e a cassetto Trick equilibrato per l'alimentazione del cilindro a B.P. Il meccanismo della distribuzione era l'affermato Walschaerts.
Le locomotive erano dotate all'origine di Freno continuo automatico ad aria compressa e di freno moderabile ad aria sulla sola locomotiva. La prima serie RM non era dotata di riscaldamento a vapore per le carrozze, mentre la seconda serie ne fu dotata sin dall'inizio. Tutte le macchine ebbero comunque il dispositivo dopo la modifica e la sostituzione della caldaia.
La massa totale in assetto di servizio risultava di 74,6 tonnellate di cui 55,2 di peso aderente.
Il tender era a 3 assi in grado di trasportare 13.000 l di acqua e 4,5 t di carbone con una massa totale in servizio di 34,8 t.
L'esperienza pratica in servizio fece emergere la necessità di una caldaia in grado di fornire più vapore; in ragione di ciò la seconda serie, consegnata sotto l'esercizio di stato, ebbe una caldaia maggiorata della lunghezza di 8.806 mm che contenendo 0,5 m³ di acqua poteva fornire una maggiore quantità di vapore, quasi 1000 kg in più, pur rimanendo invariati il forno, la griglia e il numero di tubi bollitori che tuttavia in virtù dell'aumento della lunghezza tra le piastre a 4.300 mm fornivano una superficie di riscaldamento elevata a 164,76 m². La potenza aumentava a 1000 CV e lo sforzo di trazione, all'avviamento, a 8.330 kg e continuo a 6.000 kg. La massa complessiva aumentava a 75,4 t e quella aderente aumentava a 58,3 t. Rimaneva invariata invece la velocità massima: 60 km/h.
Qualche anno dopo il passaggio allo Stato le locomotive della prima serie iniziarono ad essere oggetto della modifica con la sostituzione della caldaia dando luogo alla cosiddetta terza serie. Approfittando della notevole lunghezza del carro venne montata la caldaia di ricambio comune alle 470 e le 680 che era ancora più lunga, 9.299 mm conteneva ancora più acqua, 5,98 m³ ed era tarata a 14 bar. Variava la lunghezza tra le piastre, aumentando a 5.150 mm, mentre diminuiva il numero dei tubi bollitori a 264 e ne aumentava il diametro a 52/47 mm; ciò portava la superficie totale di riscaldamento a ben 212,57 m². Diminuiva invece la superficie di griglia a 3,5 m ³ ma in virtù del maggiore utilizzo dei fumi caldi aumentava ulteriormente a 10.600 kg la produzione oraria di vapore con un incremento ulteriore delle prestazioni, in potenza, salita a 1050 CV e in sforzo di trazione masimmo aumentato a 12.200 kg e normale, in marcia a 45 km/h, salito a 6300 kg. La massa totale della macchina era rimasta quella della seconda serie, 75,4 t mentre quella aderente risultava di 58,2 t.in virtù di una diversa ripartizione sul perno del carrello.
Le modifiche tecniche apportate dalle FS modificarono ampiamente l'aspetto esteriore delle 750 che risultarono esteticamente più simili alle altre locomotive di progetto statale che alle vecchie RM. Queste infatti avevano la caratteristica forma della caldaia, più grossa lato cabina (diametro interno 1.650 mm), con raccordo tronco conico al centro e parte anteriore più snella (diametro int. 1.464 mm). Il fumaiolo risultava più lungo e il pancone anteriore a tre gradini. La terza serie ebbe una maggiore altezza complessiva e la caldaia di diametro uniforme con il camino di scarico dei fumi più corto. Il tender venne unificato con quello a tre assi delle locomotive gruppo 680.